# Sakesaria
Sakesaria es un género de foraminífero bentónico de la subfamilia Rotaliinae, de la familia Rotaliidae, de la superfamilia Rotalioidea, del suborden Rotaliina y del orden Rotaliida. Su especie tipo es Sakesaria cotteri. Su rango cronoestratigráfico abarca desde el Paleoceno hasta el Ypresiense (Eoceno inferior).

## Clasificación
Sakesaria incluye a las siguientes especies:
- Sakesaria abornata †
- Sakesaria cordata †
- Sakesaria costulata †
- Sakesaria cotteri †
- Sakesaria cylindrica †
  - Sakesaria cylindrica var. costulata †
- Sakesaria dukhani †
- Sakesaria migiurtinia †
- Sakesaria nodulifera †
- Sakesaria ornata †
- Sakesaria pyrum †
- Sakesaria somalica †
- Sakesaria tereta †
- Sakesaria trichilata †